# ...Per chi si ama come noi
...Per chi si ama come noi è il secondo album del musicista italiano Il Guardiano del Faro (Federico Monti Arduini), pubblicato dalla Ricordi nel 1973. Si compone interamente di cover strumentali.

## Tracce
Lato A
1. The Windmills of Your Mind (strumentale) – 3:26 (musica: Michel Legrand)
2. Une belle histoire (strumentale) – 2:56 (musica: Michel Fugain)
3. He (strumentale) – 2:58 (musica: Lana Sébastian, Paul Sébastian)
4. It Never Rains in Southern California (strumentale) – 3:10 (musica: Albert Hammond, Mike Edward Hazlewood)
5. Il primo appuntamento (If You Don't Know Me by Now, strumentale) – 2:54 (musica: Kenneth Gamble, Leon A. Huff)
6. Stardust (strumentale) – 3:05 (musica: Hoagy Carmichael)

Lato B
1. Airport Love Theme (strumentale) – 4:41 (musica: Alfred Newman)
2. Daniel (strumentale) – 2:45 (musica: Elton John)
3. Summer of '42 (strumentale) – 3:57 (musica: Michel Legrand)
4. I Can See Clearly Now (strumentale) – 2:48 (musica: Johnny Nash)
5. My Love (strumentale) – 3:58 (musica: Paul McCartney, Linda McCartney)
6. Frogs (strumentale) – 3:20 (musica: Enrico Riccardi)